# Estação Ferroviária de Serpa-Brinches
A Estação Ferroviária de Serpa-Brinches, originalmente denominada de Serpa, é uma interface encerrada do Ramal de Moura, situada no concelho de Serpa, na região do Alentejo, em Portugal. 

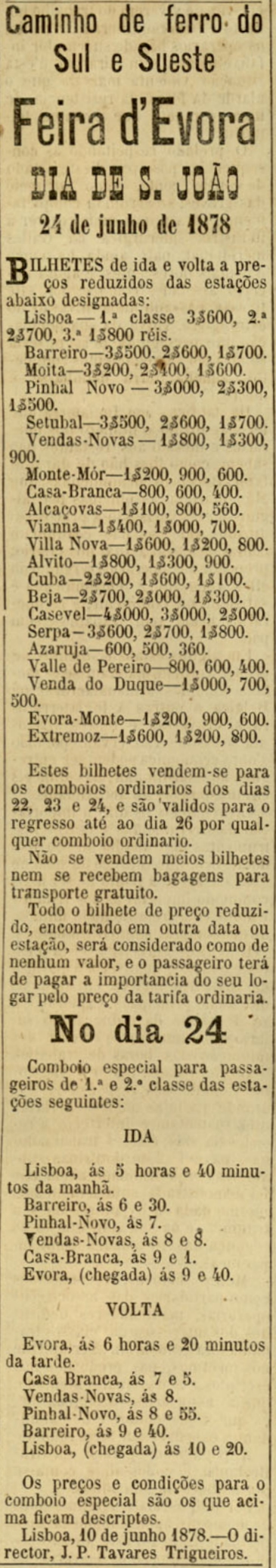
Aviso de 1878, onde a estação surge com o nome de Serpa.

## História

### Século XIX
Após a construção da linha férrea até Beja e antes da continuação até ao Algarve, concluída em 1889, a vila de Serpa fazia parte do percurso habitual nas comunicações entre aquela região e o resto do país, uma vez que se encontrava na estrada entre Beja e Mértola, onde se apanhavam os barcos que subiam e desciam o Rio Guadiana.
O lanço do Ramal de Moura entre Quintos e Serpa entrou ao serviço em 14 de Abril de 1878, com o nome de Linha do Sueste, tendo sido construído pela divisão estatal dos Caminhos de Ferro do Sul e Sueste. O tramo seguinte da linha, até Pias, foi aberto à exploração em 14 de Fevereiro de 1887.
Em finais de 1898, o Conselho Superior de Obras públicas analisou um pedido de Raymundo Sousa Netto para construir duas vias férreas até às estações de Pias, Serpa e Cuba, para servir as minas da Orada e Pequito.

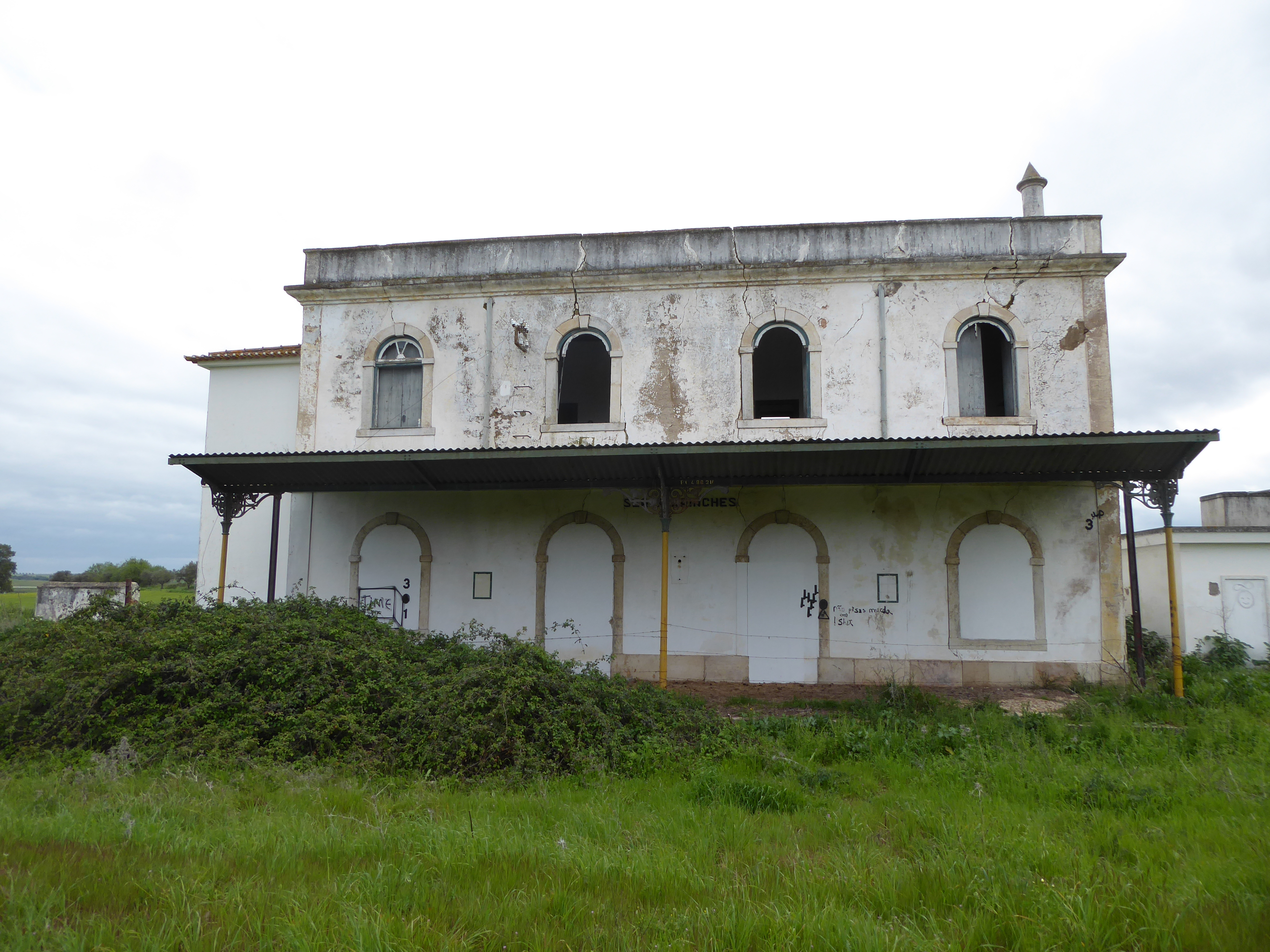
Fachada principal da estação de Serpa, em 2016.

### Século XX
Em 1903, foi formada uma empresa para a exploração de carreiras rodoviárias entre vários pontos do país, incluindo uma que unisse a vila de Serpa à estação.
Nos horários de Julho de 1913, esta interface denominava-se apenas como Serpa. Nesse ano, a estação estava ligada a carreiras de diligências até às localidades de Brinches e Serpa. Posteriormente, o percurso entre a vila de Serpa e a estação passou a ser feito através de serviços de autocarros. Em Novembro de 1918, foi afixado um aviso na estação de Serpa, prevenindo os passageiros que o governo tinha proibido a entrada na vila, uma vez que esta tinha sido atingida por uma epidemia de Pneumónica.
Em 12 de Agosto de 1922, o Partido Liberal organizou um congresso distrital em Beja, onde foram delineadas as principais reivindicações a fazer ao governo, incluindo a construção de uma linha férrea que ligasse a estação de Serpa ao importante porto fluvial do Pomarão, passando pela vila de Mértola.
Em 1 de Abril de 1934, a Gazeta dos Caminhos de Ferro relatou que a primeira secção do Conselho Superior de Obras Públicas tinha-se pronounciado sobre uma variante entre as estações de Quintos e Brinches-Serpa, de forma a passar por aquela vila. Em 16 de Março de 1940, a Gazeta dos Caminhos de Ferro noticiou que já tinham sido concluídos os estudos para a variante de Serpa. Na sessão de 17 de Abril de 1948 da Assembleia Nacional, o engenheiro Mira Galvão discursou sobre as vias férreas no Distrito de Beja, tendo promovido a alteração do traçado do Ramal de Moura, com uma nova estação de Serpa-Brinches, e que fossem concluídas as obras do Ramal de Serpa, que estavam interrompidas há vários anos. Durante a primeira metade do Século XX, também foi planeada a construção de uma linha férrea que iria reduzir o percurso entre a Linha do Alentejo à Linha de Sines, que traria vários benefícios económicos à região, incluindo um melhor escoamento dos produtos agrícolas de Serpa e de outros concelhos do Alentejo interior para o Porto de Sines.
Na transição para a década de 1990, a empresa Caminhos de Ferro Portugueses lançou um programa de reestruturação, que incluiu o encerramento do Ramal de Moura e outras linhas férreas, em 2 de Janeiro de 1990.
Na década de 2020 o governo lançou o programa Fundo Revive Natureza, que tinha como finalidade promover o restauro e o reaproveitamento turístico de várias estações e apeadeiros encerrados, tendo em 13 de Outubro de 2023 sido aberto o concurso para a estação de Serpa-Brinches.

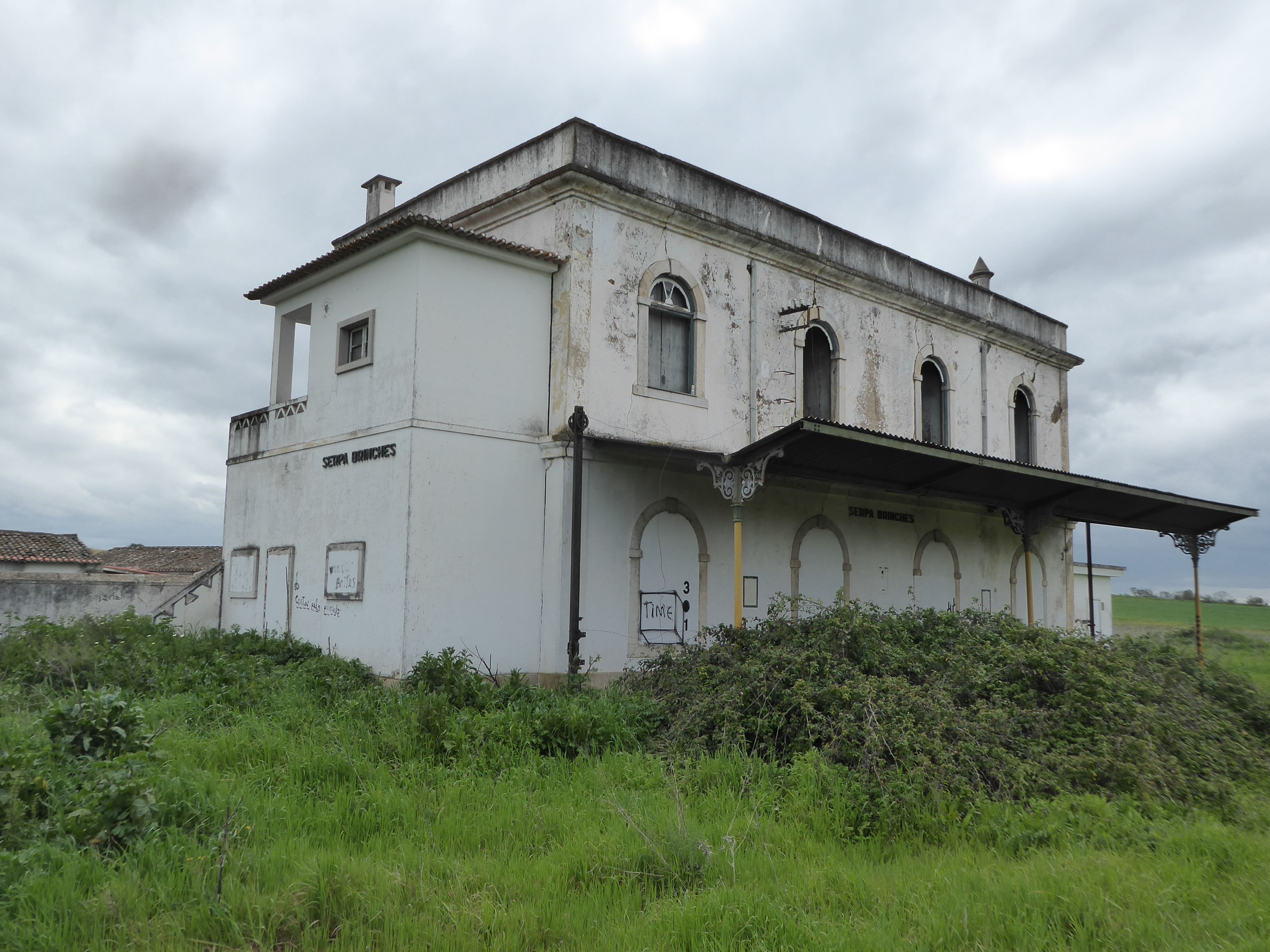
Alçado oriental da estação, em 2016.